# Halicyclops pilosus
Halicyclops pilosus – gatunek widłonoga z rodziny Halicyclopidae. Opisał go w 1984 roku brazylijski zoolog Carlos Eduardo Falavigna da Rocha z Universidade de São Paulo. Miejsce typowe to rzeka Pomonga w brazylijskim stanie Sergipe. Okazy typowe (holotyp – samica, alotyp – samiec, 28 paratypów obu płci) pozyskano w czerwcu 1978 roku. Epitet gatunkowy pochodzi z łaciny (pilosus – „włochaty”) i odnosi się do obfitości szczecinek na odnóżach pływnych.